# Le Grand-Pressigny

Le Grand-Pressigny este o comună în departamentul Indre-et-Loire, Franța. În 1 ianuarie 2022 avea o populație de 879 de locuitori.